# Orophaca
Orophaca es un género de plantas con flores con diez especies perteneciente a la familia Fabaceae.
Algunos autores lo consideran sinonimia del género Astragalus

## Especies
- Orophaca aretioides
- Orophaca argophylla
- Orophaca barriae
- Orophaca caespitosa
- Orophaca hyalina
- Orophaca proimantha
- Orophaca sericea
- Orophaca tridactylica
- Orophaca triphylla